# Beta Coronae Australis
Beta Coronae Australis (β Coronae Australis, förkortat Beta CrA, β CrA) som är stjärnans Bayerbeteckning, är en ensam stjärna belägen i den östra delen av stjärnbilden Södra kronan. Den har en skenbar magnitud på 4,12 och är synlig för blotta ögat där ljusföroreningar ej förekommer. Baserat på parallaxmätning inom Hipparcosuppdraget på ca 6,4 mas, beräknas den befinna sig på ett avstånd på ca 510 ljusår (ca 160 parsek) från solen.

## Egenskaper
Beta Coronae Australis är en orange till röd ljusstark jättestjärna av spektralklass K0 II.  Den har en radie som är ca 33 gånger större än solens och utsänder från dess fotosfär ca 694 gånger mera energi än solen vid en effektiv temperatur av ca 4 800 K.